# Pycnocentria hawdonia
Pycnocentria hawdonia är en nattsländeart som beskrevs av Mcfarlane 1956. Pycnocentria hawdonia ingår i släktet Pycnocentria och familjen Conoesucidae. Inga underarter finns listade i Catalogue of Life.